# Romanogobio banaticus
Romanogobio banaticus és una espècie de peix cipriniforme de la família dels ciprínids que es troba a Romania.